# Бондаренко, Павел Васильевич
Павел Васильевич Бондаренко (13 июля 1894 года, село Даниловка, область Войска Донского — после 1984 года (?), Одесса (?)) — советский военный деятель, Полковник (1940 год).

## Начальная биография
Павел Васильевич Бондаренко родился 13 июля 1894 года в слободе Даниловка в казачьей семье, ныне посёлке городского типа Даниловского района Волгоградской области.

## Военная служба

### Первая мировая и гражданская войны
В 1916 году был призван в ряды Русской императорской армии и после окончания учебной команды был направлен командиром орудия в 32-й Донской казачий полк, где в то время служил войсковой старшина Миронов Филипп Кузьмич.

В ноябре 1917 года вступил в ряды Красной гвардии, после чего служил командиром орудия Новороссийского красногвардейского Донского отряда Ф. К. Миронова.
С января 1918 года в составе Новороссийского красногвардейского отряда принимал участие в боевых действиях против белоказаков под Александровском. В мае того же года вступил в ряды РККА.
С ноября 1918 по март 1919 года в составе 23-й стрелковой дивизии (9-я армия) во время наступления Южного фронта принимал участие в боевых действиях против Донской армии под командованием генерала П. Н. Краснова.
С июня 1919 года исполнял должность командира и помощник командира батареи 23-й кавалерийской бригады (2-я кавалерийская дивизия, 2-й конный корпус, 1-я Конная армия) принимал участие в боевых действиях против Добровольческой армии под командованием генерала А. И. Деникина на Дону, Северном Кавказе, Кубанской армии на Кубани, войск под командованием генерала П. Н. Врангеля на юге Украины и в Крыму, а с 1920 по 1921 годы — в боевых действиях против войск под командованием Н. И. Махно и вооружённых формирований на территории Ставропольской губернии и Терской области.

### Межвоенное время
После окончания Краснодарских повторных командных артиллерийских курсов Северокавказского военного округа в мае 1922 года был назначен на должность командира взвода 2-го конно-артиллерийского дивизиона (2-я кавалерийская дивизия, 1-я Конная армия), а с ноября того же года служил в 4-м конно-артиллерийском дивизионе (4-я кавалерийская дивизия) на должностях командира взвода и начальника разведки, командира батареи и командира учебной батареи.
В 1927 году закончил артиллерийские курсы усовершенствования командного состава.
В 1930 году за участие в Гражданской войне Павел Васильевич Бондаренко был награждён орденом Красного Знамени. В ноябре того же года был назначен на должность командира курсовой батареи 1-й Ленинградской артиллерийской школы им. «Красного Октября».
После окончания артиллерийских курсов усовершенствования командного состава в июне 1932 года был назначен на должность начальника фотограмметрических курсов Ленинградской топошколы, а в апреле 1934 года — на должность помощника командира по строевой части 4-го Туркестанского артиллерийского полка.
В конце 1934 года Бондаренко по сбору командиров полков был направлен на учёбу на шестимесячные артиллерийские курсы усовершенствования командного состава, по окончании был назначен на должность помощника командира по строевой части 72-го артиллерийского полка, в мае 1938 года — на должность начальника артиллерии 44-й стрелковой дивизии (Киевский военный округ).
В апреле 1939 года был назначен на должность преподавателя артиллерийских курсов усовершенствования командного состава, в октябре — на должность преподавателя тактики артиллерийских курсов усовершенствования начальствующего состава химической защиты, а 16 июня 1941 года — на должность командующего Харьковским бригадным районом ПВО.

### Великая Отечественная война
С началом войны Бондаренко находился на прежней должности.
В сентябре 1941 года был назначен на должность командующего Донбасским бригадным районом ПВО, 16 октября 1942 года — на должность командующего Средне-Азиатской зоной ПВО, вплоть до её расформирования 1 ноября 1943 года. Вскоре был назначен на должность командующего Курским дивизионным районом ПВО, который к середине января 1944 года был преобразован в Курский корпусной район ПВО.
В апреле 1944 года был назначен на должность командующего Воронежским дивизионным районом ПВО, а с 23 апреля 1944 года исполнял должность командира 86-й дивизии ПВО в составе Южного фронта ПВО.

### Послевоенная карьера
После окончания войны Бондаренко находился на той же должности.
Полковник Павел Васильевич Бондаренко с декабря 1945 года находился в распоряжении Управления кадров Войск ПВО страны и в июне 1946 года вышел в запас.

## В отставке
По окончании военной службы проживал в Одессе в качестве военного пенсионера. Скончался не ранее 1984 года в возрасте более 90 лет.

## Награды
- Орден Ленина (21.02.1945);
- Два ордена Красного Знамени (1930, 03.11.1944);
- Орден Отечественной войны 1 степени (23.11.1944);
- Орден Отечественной войны 2 степени (06.04.1985);
- Медали[2].